# Cranc tuberculat
El cranc tuberculat (Macropipus tuberculatus) és un cranc de platja comestible. És freqüent a les costes de la Mediterrània, i també es troba al nord-est de l'Atlàntic. Viu entre els 20 i 800 metres de fondària, encara que se n'han trobat individus fins als 2.760 metres. A la gastronomia catalana s'usa per a donar gust a diversos plats de peix o amb crustacis, en especial si tenen suc o són cuits a la cassola, alguns exemples són la sopa de peix, el suquet, diversos arrossos, etc.